# Ambassade de Jordanie en France
L'ambassade de Jordanie en France est la représentation diplomatique du royaume hachémite de Jordanie auprès de la République française. Elle est située 80 boulevard Maurice-Barrès à Neuilly-sur-Seine, commune limitrophe de Paris, la capitale du pays. Son ambassadrice est, depuis 2023, Leena Al-Hadid.

## Ambassadeurs de Jordanie en France
| Date de nomination                                                  | Date de nomination      | Date de remise des lettres de créance | Date de remise des lettres de créance | Ambassadeur                |
| En qualité de ministres                                             | En qualité de ministres | En qualité de ministres               | En qualité de ministres               | En qualité de ministres    |
| ------------------------------------------------------------------- | ----------------------- | ------------------------------------- | ------------------------------------- | -------------------------- |
| ?                                                                   |                         | 26 janvier 1949                       | [ JORF 1 ]                            | Omar Zaki el-Afyouni       |
| En qualité d'envoyés extraordinaires et ministres plénipotentiaires |                         |                                       |                                       |                            |
| ?                                                                   |                         | 30 mars 1950                          | [ JORF 2 ]                            | Hussein Nacer              |
| ?                                                                   |                         | 13 mars 1951                          | [ JORF 3 ]                            | Fawzi Malki Pacha          |
| ?                                                                   |                         | 27 novembre 1951                      | [ JORF 4 ]                            | Abdul Mejid Haidar         |
| En qualité d'ambassadeurs                                           |                         |                                       |                                       |                            |
| ?                                                                   |                         | 18 décembre 1952                      | [ JORF 5 ]                            | Abdul Mejid Haidar         |
| ?                                                                   |                         | 14 octobre 1954                       | [ JORF 6 ]                            | Ishan Hashim               |
| ?                                                                   |                         | 15 mai 1956                           | [ JORF 7 ]                            | Youssif Haykal             |
| ?                                                                   |                         | 22 novembre 1962                      | [ JORF 8 ]                            | Youssef Haikal             |
| ?                                                                   |                         | 24 octobre 1964                       | [ JORF 9 ]                            | Abdallah Salah             |
| ?                                                                   |                         | 26 avril 1971                         | [ JORF 10 ]                           | Ali Abou Nouar             |
| ?                                                                   |                         | 20 février 1975                       | [ JORF 11 ]                           | Khalid El-Salem            |
| ?                                                                   |                         | 16 novembre 1978                      | [ JORF 12 ]                           | Taher al-Masri (en)        |
| ?                                                                   |                         | 21 septembre 1988                     | [ JORF 13 ]                           | Awad Al-Khalidi            |
| ?                                                                   |                         | 1er février 1993                      | [ JORF 14 ]                           | Mutasim Bilbeisi           |
| ?                                                                   |                         | 8 novembre 1995                       | [ JORF 15 ]                           | Al-Sharif Fawaz Sharaf     |
| ?                                                                   |                         | 11 décembre 1997                      | [ JORF 16 ]                           | Adnan Bahjat Al-Talhouni   |
| ?                                                                   |                         | 15 novembre 2001                      | [ JORF 17 ]                           | Dina Kawar                 |
| ?                                                                   |                         | 15 novembre 2013                      | [ JORF 18 ]                           | Makram Mustafa Queisi      |
| ?                                                                   |                         | 12 avril 2019                         | [ JORF 19 ]                           | Bisher Al-Khasawneh        |
| ?                                                                   |                         | 10 décembre 2019                      | [ JORF 20 ]                           | Makram Mustafa Queisi (en) |
| ?                                                                   |                         | 29 février 2024                       | [ JORF 21 ]                           | Leena Al-Hadid             |

## Consulats
La Jordanie ne possède pas d'autre consulat en France que la section consulaire de son ambassade à Neuilly-sur-Seine.